# Autoroute A 516
Die Autoroute A 516 ist eine französische Autobahn die als Zubringer für Aix-en-Provence dient. Dabei werden die A 8 und A 51 miteinander verbunden. Die Länge der Autobahn beträgt 0,9 km. Die Autobahn wurde 1971 auf ihrer gesamten Länge eröffnet.

## Streckenführung
| Position | Anzahl Fahrbahnen | höchste zulässige Geschwindigkeit | km | Typ                     | Abschnitt   | Breitengrad | Längengrad |
| -------- | ----------------- | --------------------------------- | -- | ----------------------- | ----------- | ----------- | ---------- |
| 1        | 2                 | 90                                |    | Beginn der Autobahn     | A51         | 43.5139     | 5.4268     |
| 2        | 2                 | 90                                |    | Kreuzung ohne Anschluss | A8          | 43.5170     | 5.4317     |
| 3        | 2                 | 90                                |    | Ende in Stadt           | Aix-en-Pce' | 43.5186     | 5.4335     |